# Don't miss it
「Don't miss it」（ドント・ミス・イット）は、2000年5月17日にリリースされたCHARCOAL FILTERの3枚目のシングル。

## 概要
- 表題曲「Don't miss it」は、大塚ベバレジ「MATCH」CMソング。CMには本人らも出演。「MATCH」とのタイアップは、本作を含めて4回担当することとなる。

## 収録曲
1. Don't miss it
2. Turning point

### クレジット
- 作詞：Yuzo Otsuka（全曲）
- 作曲・編曲：CHARCOAL FILTER（全曲）

## 収録アルバム
- Spiky (#1, 2) - #1は「Album Mix」として収録。
- The Best History of CHARCOAL FILTER (#1)